# Lista de prefeitos de Abelardo Luz
Esta é a lista de prefeitos e vice-prefeitos do município de Abelardo Luz, estado brasileiro de Santa Catarina.
| Nº | Prefeito                       | Partido | Vice-prefeito                                | Início do mandato       | Fim do mandato         | Observações                                                                        |
| 1  | Jerônimo Rodrigues da Costa    | UDN     | —                                            | 27 de julho de 1958     | 31 de janeiro de 1959  | Prefeito nomeado                                                                   |
| 2  | Maurício Rodrigues da Costa    | UDN     | —                                            | 31 de janeiro de 1959   | 31 de janeiro de 1965  | Prefeito eleito em sufrágio universal                                              |
| 3  | Alduino Goldoni                | UDN     | —                                            | 31 de janeiro de 1965   | 31 de janeiro de 1969  | Prefeito eleito em sufrágio universal                                              |
| 4  | Afonso Celso Linhares da Silva | MDB     | Antonio Nadin                                | 31 de janeiro de 1969   | 31 de janeiro de 1973  | Prefeito e vice eleitos em sufrágio universal                                      |
| 5  | Aduino Luiz Martini            | ARENA   | Sebastião João da Silva                      | 1º de fevereiro de 1973 | 31 de janeiro de 1977  | Prefeito e vice eleitos em sufrágio universal                                      |
| 6  | Arno de Andrade                | MDB     | Pedro Rebeschini                             | 1º de fevereiro de 1977 | 31 de janeiro de 1983  | Prefeito e vice eleitos em sufrágio universal                                      |
| 7  | Valdir Sgarbossa               | PDS     | Isidoro Simon                                | 1º de fevereiro de 1983 | 31 de dezembro de 1988 | Prefeito e vice eleitos em sufrágio universal                                      |
| 8  | Orides Dalben                  | PFL     | Antonio Carlos Antunes                       | 1º de janeiro de 1989   | 31 de dezembro de 1992 | Prefeito e vice eleitos em sufrágio universal                                      |
| 9  | Valdir Sgarbossa               | PDT     | Aderbal dos Santos Reis                      | 1º de janeiro de 1993   | 31 de dezembro de 1996 | Prefeito e vice eleitos em sufrágio universal                                      |
| 10 | João Maria Marques Rosa        | PFL     | Alvear Roque de Fabris (PP)                  | 1º de janeiro de 1997   | 31 de dezembro de 2000 | Prefeito e vice eleitos em sufrágio universal                                      |
| 10 | João Maria Marques Rosa        | PFL     | Alvear Roque de Fabris (PP)                  | 1º de janeiro de 2001   | 31 de dezembro de 2004 | Prefeito e vice reeleitos em sufrágio universal                                    |
| 11 | Nerci Santin                   | PMDB    | Dilmar Antonio Fantinelli (PT)               | 1º de janeiro de 2005   | 14 de dezembro de 2007 | Prefeito e vice eleitos em sufrágio universal cassados os mandatos                 |
| 12 | Marlene Agheta Piccinin        | PP      | —                                            | 15 de dezembro de 2007  | 31 de dezembro de 2007 | Prefeita interina                                                                  |
| 13 | Jocimar Luiz Narzetti          | DEM     | —                                            | 1º de janeiro de 2008   | 29 de março de 2008    | Prefeito interino                                                                  |
| 14 | Lécio Luiz Panisson            | PRB     | Carlos de Sennes Pinto (PMDB)                | 29 de março de 2008     | 31 de dezembro de 2008 | Prefeito e vice eleitos em eleição indireta                                        |
| 15 | Dilmar Antônio Fantinelli      | PT      | Francisco Nicolau Verginaci (PP)             | 1º de janeiro de 2009   | 31 de dezembro de 2012 | Prefeito e vice eleitos em sufrágio universal                                      |
| 15 | Dilmar Antônio Fantinelli      | PT      | Marlene Agheta Piccinin (PP)                 | 1º de janeiro de 2013   | 31 de dezembro de 2016 | Prefeito reeleito e vice eleita em sufrágio universal                              |
| 16 | Nerci Santin                   | PMDB    | Cleomar Finger (PMDB)                        | 1º de janeiro de 2017   | 27 de abril de 2017    | Prefeito e vice eleitos em sufrágio universal cassados os mandatos                 |
| 17 | Lucas Sernajoto                | PMDB    | —                                            | 27 de abril de 2017     | 29 de setembro de 2017 | Prefeito interino                                                                  |
| 18 | Wilamir Domingos Cavassini     | PSDB    | Jorge Luiz Piccinin (PP)                     | 29 de setembro de 2017  | 31 de dezembro de 2020 | Prefeito e vice eleitos em sufrágio universal em eleição suplementar de 03.09.2017 |
| 19 | Nerci Santin                   | MDB     | Erildo Bodaneze Júnior, Júnior da Rádio (SD) | 1º de janeiro de 2021   | 31 de dezembro de 2024 | Prefeito e vice eleitos em sufrágio universal                                      |
| 19 | Nerci Santin                   | MDB     | Dilmar Antônio Fantinelli (PT)               | 1° de janeiro de 2025   | Atualidade             | Prefeito eleito e vice reeleito em sufrágio universal                              |